# Bébé
Tiago Manuel Dias Correia, cunoscut ca Bébé (n. 12 iulie 1990, Agualva-Cacém, Portugalia), este un atacant aflat sub contract cu SD Eibar.